# 2B (Nier: Automata)
2B (abreviatura para YoRHa No. 2 Modelo B) es una de las protagonistas y uno de los personajes jugadores iniciales del videojuego NieR: Automata del año 2017. Es un androide humanoide de combate creado para formar parte del escuadrón YoRHa, cuya misión es liberar a la Tierra de máquinas vivientes hostiles creadas por una raza alienígena sin nombre. 
Su denominación de Modelo B indica que ella se especializa en combate de primera línea; además, puede manejar dos armas y utilizar una gran variedad de estilos del combate. Un rasgo de su línea de modelo que heredó de su predecesor A2, a quien 2B se asemeja perfectamente, es su personalidad fría, tranquila y hábil en situaciones difíciles. Ella desprecia expresar sus emociones, puesto que las considera innecesarias; sin embargo, oculta trauma emocional y enojo por las misiones que se ve obligada a completar.
Se le ha reconocido como un personaje popular entre los fans por su diseño de personaje y su personalidad, además de haber hecho cameos y apariciones en varios juegos. Su uniforme se ha elogiado como un ejemplo de alta costura en los videojuegos.

## Características
2B tiene el cabello blanco platinado, la piel pálida, un lunar abajo de sus labios y un aspecto y rasgos humanos. Usa un vestido negro corto, que está ornamentado con plumas negras, y guantes blancos con acabados negros y otros accesorios que aluden a la moda lolita. Debajo de su falda, lleva un leotardo blanco, el cual se revela si su vestuario se daña en batalla o si ella activa la función de autodestrucción. A manera de antifaz, usa una venda negra para cubrir sus ojos, incluso ésta funciona como un head-up display.
2B posee capacidades de combate sobrehumanas y la capacidad de respaldar su conciencia a su base en el Búnker para poder obtener del almacén una copia nueva de su cuerpo. Al igual que el resto del YoRHa, un tipo único de núcleo, la caja negra, contiene su conciencia. La caja negra crea una detonación de energía masiva al estar en contacto con otra caja. Aunque ésta supuestamente es un reactor de fusión miniatura, se revela más adelante que se creó a partir de núcleos de máquinas, ya que la instalación de la "IA estándar" se consideraba "inhumana" para los androides de YoRHa, que son finalmente desechables. Esto hace que dichas unidades sean más propensas a fallar y a volverse rebeldes.

### Uniformes
Después de haber terminado el juego tres veces, se puede desbloquear dos trajes de batalla, los cuales son similares a los uniformes de los soldados que exploran el Búnker. Cabe destacar que ambos trajes no incluyen modificaciones o habilidades extra; sin embargo, los atuendos se ven parcialmente diferentes al original.
Con respecto a su aparición en el videojuego Soulcalibur VI, se puede elegir entre dos uniformes de pelea: el P1, que corresponde a su diseño original; y el P2, que es una versión blanca con la particularidad de cambiar el color de tes del personaje a uno más oscuro.
Hay un traje sugerente disponible en la misión secundaria, Carta misteriosa, del DLC 3C3C1D119440927. Este camisón o lencería se obtiene como recompensa después de haber obtenido acceso a los tres coliseos y haber superado el rango "S" en el coliseo de la Ciudad Inundada.

## Historia
2B se crea inicialmente como un androide de combate, parte de una línea de modelos basada en el androide A2, que desde entonces se había vuelto rebelde. Suele ser emparejada con la unidad 9S, una "unidad de escáner" especializada en hackeo e inteligencia. Desde su base espacial en el Búnker, desciende a la Tierra para luchar contra las máquinas creadas por alienígenas en un intento por acabar con toda la humanidad. A pesar de su comportamiento frío, es amable con la facción del juego de las máquinas pacíficas, ignorando en gran medida las advertencias de 9S. En los finales A y B del juego, se ve obligada a matar a 9S con sus propias manos después de que éste fuera infectado con un virus lógico por la máquina hostil Eva. Este suceso le causa un gran trauma, aunque se revela que ha sobrevivido copiando su conciencia en las máquinas circundantes.
Tras los finales A y B, 2B es enviada de nuevo a la Tierra como parte de un asalto a gran escala, pero ella y 9S son las únicas supervivientes después de que las máquinas corrompieran a todo YoRHa con un virus lógico, en consecuencia se vuelvan violentas y dementes. 2B cae víctima poco después y le pide a A2 que la mate y cargue sus recuerdos en el propio sistema de su compañera. Para el resto del juego, ella existe dentro de A2, quien puede tener acceso a sus memorias. A2 se entera de que la verdadera designación de 2B es un modelo E "Ejecutor" y que conoce la verdad sobre la extinción de la humanidad, entonces, se ve obligada a matar a su compañero 9S una y otra vez para evitar que se entere de la verdad. 
Se revela que una puerta trasera en el Búnker se colocó intencionalmente para eliminar a YoRHa, incluyendo a 2B, de modo que se permitió la creación de una nueva generación de androides que no se dan cuenta de la verdad, lo que ocasiona que se alargue indefinidamente la guerra. También se revela que, debido a su estatus de "desechables", las cajas negras de ella y de las demás unidades YoRHa se reciclaron a partir de máquinas. En los finales C y D, 2B muere junto a 9S y A2 al derrumbarse la torre de las máquinas. Sin embargo, en el final E, su cápsula, la 042, lanza un ataque suicida contra los sistemas que intentan borrar su conciencia. Tiene un éxito inesperado al devolverle la vida a 2B y a sus compañeras, reparando sus cuerpos y liberándolas del control del Proyecto YoRHa.

## Desarrollo

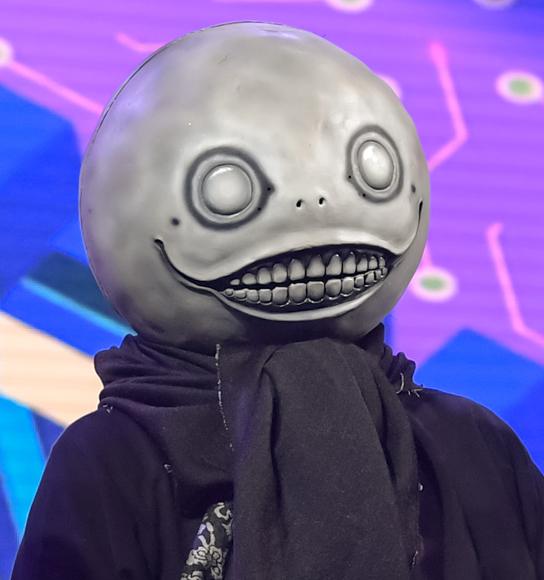
Yoko Taro creó a 2B

El creador del personaje, Yoko Taro, ha declarado que cree que el personaje conectó con los jugadores debido a su personalidad y diseño. La decisión de que 2B llevara una venda en los ojos se debió a que no había tantas protagonistas con esta característica y terminó siendo inesperadamente popular. Dijo que 2B y los demás personajes de YoRHa demostraron que "está bien tener protagonistas con los ojos vendados" y afirmó que en un futuro juego "podría incluir personajes con máscaras extrañas durante todo el juego".
Yoko declaró que, aunque no le gustaría retomar el argumento de Nier: Automata, el cual considera como terminado, si Square Enix le obligara a hacer un juego con 2B en él, la pondría en un cuerpo diferente debido a su naturaleza de androide, como si fuera un "bug". También afirmó que terminó la historia de 2B y 9S con una nota optimista porque, a diferencia de los anteriores protagonistas de la serie Drakengard y Nier, quienes habían matado a mucha gente, el hecho de que se vieran obligados a matarse entre sí significaba que estaban "limpios de sus pecados" y, por lo tanto, un final feliz sería "apropiado".
El modelo 3D de 2B fue diseñado por Hito Matsudaira. A partir del arte conceptual creado por el diseñador Akihiko Yoshida, se convirtió en un modelo básico en una o dos semanas. Para trasladar el arte de los personajes a 3D, Matsudaira se fijó en el modelo de personaje de la joven Nier del anterior juego de la serie, así pues, le dio una "forma de muñeca" que encajara con el estilo artístico, por ende, incluye "elementos peculiares".

## Mercancía y otras apariciones
2B ha aparecido en crossovers de varios juegos, como Soulcalibur VI y Shadowverse. El uniforme de 2B se añadió como un DLC gratuito en Gravity Rush 2 como un atuendo que puede llevar el personaje principal, Kat. Un personaje basado en un cambio de paleta de su diseño, conocido como 2P, apareció de forma destacada en la incursión crossover de YoRHa: Dark Apocalypse en Final Fantasy XIV. 2B apareció eventualmente en Final Fantasy XIV, en la serie de incursión de Dark Apocalypse en la expansión Shadowbringers.
En 2019, Square Enix lanzó figuras oficiales tanto de 2B como de 2P para su colección Bring Arts con armas intercambiables del propio juego.
Un traje de 2B estuvo disponible en Fall Guys: Ultimate Knockout el 18 de junio del 2021.
Los protagonistas de esta saga aparecieron el 10 de agosto de 2023 en  Naraka: Bladepoint  como cosméticos de tienda.
En el mes de mayo de 2025, hace aparición en el juego Call of Duty: Mobile como personaje de colaboración, junto con 9S y la Comandante White.

## Recepción
Anthony John Agnello, de The A.V. Club, declara que " el nombre inspirado en Hamlet" de 2B es indicativo de la "obsesión por la filosofía existencialista clásica" de Nier: Automata. Igualmente, señala que está perturbada por las repetidas muertes de su compañero 9S y que le resulta doloroso que sus recuerdos se borren. Kyle Campbell del RPG Site dice que, si bien es "difícil no asumir que 2B está escrita como un arquetipo estereotipado de militar endurecido", su verdadera personalidad demuestra su "trágico predicamento". Afirma que, mientras que 2B se preocupa profundamente por 9S y sólo cumple con su misión porque lo ama, está condenada a vivir una situación desesperada cuando se ve constantemente obligada a matar a 9S para proteger la inteligencia vital, por lo tanto, debe fingir ser insensible. Declara que "2B reprime su tristeza y solo la deja salir una vez que ha matado a 9S" y lo contrasta con la reacción de 9S ante la muerte de 2B, en la que "deja que sus emociones se desborden" mientras lucha contra los impostores de 2B. La escritora de la revista Paste, Holly Green, incluyó a 2B en los mejores personajes de juegos nuevos de 2017.
Celia Lewis de la revista The Escapist señaló que la venda que lleva 2B es una "elección de diseño poco frecuente", que indica su "incapacidad para ver un panorama más amplio"; su esquema de color negro indica cómo se limitó a una visión de la guerra "en blanco y negro, el bien contra el mal". También indicó que la "belleza de 2B es puramente superficial", parte de un "truco de diseño visual" que hace creer al jugador que es diferente de las demás "feas" y "prescindibles" máquinas
Kimberley Ballard de PC Gamer llama a 2B una "muñeca china drapeada y con muchas capas" en cuanto a su diseño. También señala que su traje está relacionado con la ropa fetichista, debido al predominio de "vendas, collares y materiales negros". Menciona que esto enfatiza que "los YoRHa son objetos de fetiche, que los humanos crearon no sólo para reclamar la Tierra, sino también para representar un tipo de dominio". Igualmente, expresa que la venda de 2B indica la confianza total por parte de los androides y su disposición para seguir órdenes.

### Controversia
Poco después del lanzamiento del juego, un fraude en el que se intercambió una versión erótica del personaje creada por los fans con su versión en el juego dio lugar a más fan arts eróticos. En respuesta a la controversia, Yoko Taro pidió que se recopilara el arte y se le enviara "en un archivo Zip" y expresó su sorpresa cuando los fans accedieron a la petición. También motivado por esto, Square Enix añadió un trofeo "lascivo" al juego tras su lanzamiento llamado What Are You Doing? ("¿Qué estás haciendo?") que se otorga si el jugador intenta maniobrar la cámara por debajo de la falda de 2B diez veces.
Un retrato fan-made de 2B creado por la artista Meli Magali fue compartido por el multimillonario Elon Musk en 2019, lo que dio lugar a una controversia cuando se negó a dar crédito a la artista, por lo cual, borró posteriormente el post; sin embargo, esto generó una ola de apoyo a la artista.